# 岡本要八郎

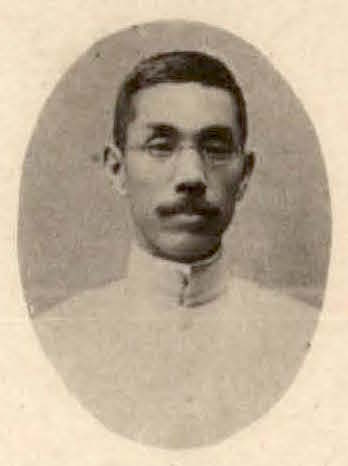
岡本要八郎

岡本要八郎（日语：／ Okamoto Yōhachirō，1876年1月13日—1960年3月28日），日本愛知縣中島郡（今一宮市）出身之教育家、礦物學家，以在臺灣採集礦物而聞名，為北投石、大屯硫之發現者，在台灣新北投善光寺有紀念其之「岡本翁頌德碑」。

## 生平
岡本氏為台灣日治時期第一任台北市尹武藤針五郎之弟，後過繼給三河國士族岡本多丸翁作為養子，因其為第八男性子嗣故以「要八郎」為名。小學就讀於西尾高等小學，中學就讀三重縣尋常中學。
岡本氏自中學畢業後便於西尾尋常小學任教，後因武藤針五郎來臺之影響，故響應台灣總督府招募於明治32年（1899年）來臺就讀國語學校師範部特別科。畢業後自明治33年（1900年）起擔任艋舺國語學校第一附屬學校教諭，明治41年（1908年）開始兼任台灣總督府總務局編修書記直至昭和3年（1928年）返回日本前，期間曾參與國民教育最高方針制定及國民讀本編纂。其並於大正3年（1914年）至昭和3年（1928年）間接替小竹德吉擔任廈門旭瀛書院院長，培育艋舺及廈門一帶許多傑出人士如洪長庚、陳逢源、王祖派、陳讚煌、呂阿昌、吳秀三、楊海盛、王受祿、黃丙丁、王洛、陳華洲等。岡本氏亦曾透過滬尾公學校教諭兼校長小竹德吉介紹認識當時為小學生之杜聰明並影響其研究態度，更在228事件時隔海公開請求時任臺灣行政長官兼警備總部總司令陳儀停止追緝之。
岡本氏亦於明治41年（1908年）4月時開始擔任台灣總督府殖產局鑛務課技手，並兼任當時同屬殖產局的博物館（國立台灣博物館之前身）技手直至昭和3年（1928年）返回日本前。
岡本氏於昭和3年（1928年）年從廈門回到日本，居住於佐賀縣唐津。昭和6年（1931年）年搬遷至九州福岡市荒戶村。昭和35年（1960年）年3月28日病歿，享年85歲。

## 學術生涯及貢獻
岡本氏於13歲時便受西尾小學飯田校長之影響對礦物有興趣，並於明治31年（1898年）21歲時發表《愛知縣幡豆郡礦物誌》。來臺後則於明治33年（1900年）角板山旅行後開始從事台灣礦物研究，發表許多礦物圖鑑及文章，成為台灣礦物採集先驅及稀有元素礦物、放射性礦物權威。
岡本氏於昭和14年（1939年）起在九州帝國大學擔任理工學部之礦物學講師，並於昭和29年（1954年）受到日本礦物學會之推薦成為兩名榮譽會員之一。昭和33年（1958年）年以「日本產礦物之形態學研究」論文獲得九州大學理學博士學位，時年83歲。

### 發現礦物
岡本氏曾於台灣發現多種礦物如普通角閃石（1902年發現於大屯山）、風信子礦（1903年發現）、酸化鈦礦（1916年發現於新店溪）、硫砒銅礦（1916年發現於金瓜石）、大屯硫磺（Daiton Sulphur，1912年與東京帝國大學神保小虎教授發現於大屯山冷水坑，與北投石、栃木縣的櫻石（Cerasite）、岐阜縣的苗木石（Naegite）並稱「明治時代四大新發現礦物」）。
其所發現礦物中最著名者為北投石，發現於明治38年（1905年）北投瀧乃湯附近，然當時岡本氏並未深入研究，直至明治40年（1907年）其才發現北投石之礦物結晶，並以底片測試證實其放射性。明治40年（1907年）時神保小虎教授發現北投石與櫻井廣三郎於日本秋田縣玉川溫泉採集之標本相同。大正元年（1912年） 神保小虎教授則將北投石標本帶往俄國聖彼得堡參加國際礦物會議，並與俄國鐳礦調查委員長弗拉迪米爾·維爾納茨基教授共同將其命名為「北投石」（Hokutolite），其英文名中的Hokuto即為「北投」之日語發音。

### 發表著作
岡本氏之代表著作有《臺灣礦物調查報告》（1911年由臺灣總督府民政部殖產局出版）、《北投石調查報文》（1915年由殖產局出版，但至1916年才發行）、《福岡縣礦物誌》（1944年由日本鉱物趣味の会出版部出版）、《長崎県礦物産地表》（1949年由長崎縣経済部商工課出版）、《長崎県礦物誌》（1958年由岡本要八郎先生御退職記念事業会出版）等。
岡本氏所著作單篇論文從明治35年（1902年）至昭和30年（1955年）年間共計九十餘篇，散見於《地質學雜誌》、《臺灣礦業會報》、《臺灣博物學會會報》、《臺灣地學記事》、《臺灣科學》等刊物。

### 創辦學會及同好組織
岡本氏於明治41年（1908年）1月與台灣總督府殖產局博物館（國立台灣博物館之前身）首任館長、植物學家川上瀧彌共同創立台灣博物學會，並且發行了學會的刊物《臺灣博物學會會報》，為當時除台灣醫學會外唯一與自然科學有關的學會，也影響後來昭和5年（1930年）臺灣理工學會的成立。
岡本氏於昭和6年（1931年）搬遷至福岡後亦號召同好創立「福岡礦物趣味之會」。

### 創立博物館礦物室及捐贈標本、藏書
岡本氏於明治41年（1908年）4月時開始擔任台灣總督府殖產局鑛務課技手，並兼任當時同屬殖產局的博物館技手直至昭和3年（1928年）返回日本前。期間其於博物館創立礦物室，並捐出自己收集的三百種標本以充實收藏。
岡本氏返回日本後，亦於昭和34年（1959年）將3400件藏品捐贈給地質調査所福岡駐在員事務所，其後這些標本被移轉至筑波市的地質調査所地質標本館收藏，藏書則轉贈末野悌六。

## 立碑紀念

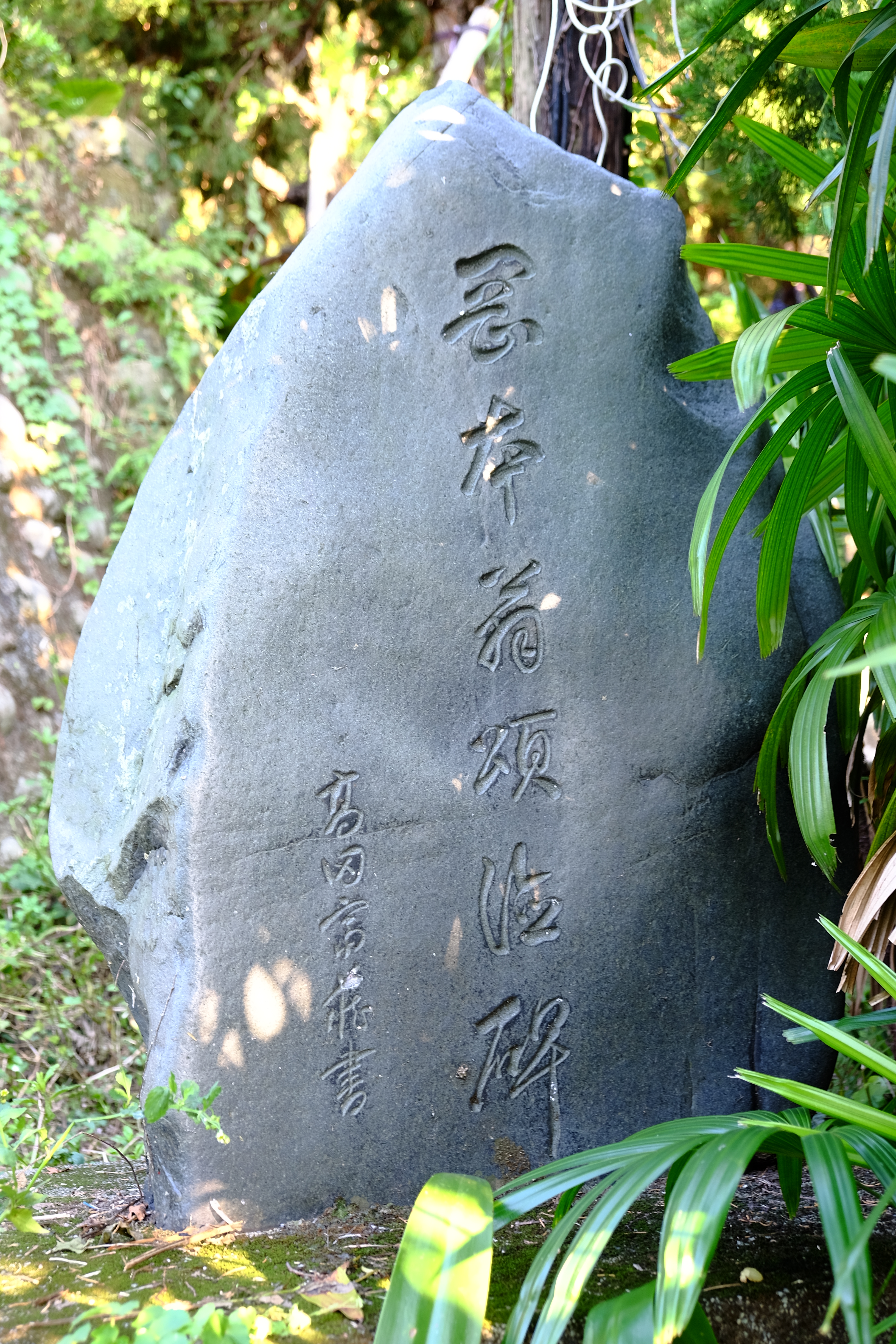
台湾新北投善光寺岡本翁頌德碑

基於岡本氏對礦物研究的卓越貢獻，日本礦物學會於昭和14年（1939年）組織「岡本翁頌德碑建設會」募得682日圓，並選擇一塊高105公分、寬70公分、產於日本秩父的帽狀輝長岩為碑，由工學博士若林野一郎撰文，曾任臺北州知事之高田富藏書寫碑題，刻成於昭和15年（1940年）。
石碑原預定立於發現北投石的北投公園內，後因第二次世界大戰影響暫存於北投天狗庵（岡本氏進行調查時暫居之處）。1960年代徐坤泉先生於天狗庵廚房地板上發現，並將石碑搬移至其所經營的文士閣夜花園中。其後又經杜聰明博士協調，轉置於洪長庚醫師（亦為受岡本氏啟發之礦物研究者）之大稻埕達觀眼科醫院庭院內。最後於1963年達觀眼科改建時搬移至善光寺，並於該年3月29日除幕。
中譯碑文如下：
正面：岡本翁頌德碑、高田富藏書。
背面：岡本要八郎先生，明治9年（1876年）出生於愛知縣。自年輕時，孜孜研究礦物。明治38年（1905年），在此地發現世界有名的北投石。日本的礦物學能與先進國家相互輝映，蓋有如此熱心的研究者矣。吾人應該感謝岡本先生的成就。
附記：北投石含鉛與鋇元素，帶有1,075馬赫的放射能，為日本特產的礦石，僅出產於此地和秋田縣澀黑溫泉。工學博士若林野一郎撰，日本紀元
二千六百年（西元1940年），秩父，石匠石興刻。

## 軼聞
岡本氏於60歲時將自己死後的戒名取為「良慈院正知日華居士」。「良慈」即鐳（Radium）之日文讀音，以紀念北投石中含有之放射性元素。正知為其別號，「日華」則指日本和中華，代表其曾經生活的日本、中國兩地。

## 身後
2005年10月11日，管碧玲國會辦公室邀請岡本要八郎公子、日本貝類學家岡本正豐伉儷來台參訪。除參加「北投石發現100週年－湯泉北投溪，守護北投石」紀念活動外，亦與時任行政院長謝長廷、時任中央研究院院長李遠哲（北投石研究者之一，以「北投石放射性之研究」論文獲得碩士學位）會面，並代其父領取教育部所追贈「一等文化獎章」。

## 外部連結
- 杜聰明於臺灣省科學振興會第十七次學術演講會上對岡本要八郎之介紹 （页面存档备份，存于）
- 台大地質科學系對岡本要八郎之介紹，內含生平、部分著作列表及電子檔 （页面存档备份，存于）
- 北投石發現與湯守觀音開光百年紀念活動－湯泉北投溪，守護北投石，要八郎之哲嗣亦有參與 （页面存档备份，存于）
- 北投石發現與湯守觀音開光百年紀念碑 （页面存档备份，存于）